# Wojciech Dutka (pisarz)
Wojciech Dutka (ur. 28 kwietnia 1979 w Bielsku-Białej) – polski pisarz i historyk, autor beletrystycznych powieści historycznych, sensacyjnych i kryminalnych. 

## Życiorys
Absolwent Liceum Ogólnokształcącego im. Mikołaja Kopernika w Bielsku-Białej (matura w 1998). W roku 2003 ukończył studia historyczne na Katolickim Uniwersytecie Lubelskim, a następnie podyplomowe dziennikarstwo. Natomiast w roku 2014 doktoryzował się z historii nowożytnej na Uniwersytecie Jagiellońskim w Krakowie. Pracował m.in. jako dziennikarz radiowy, a także konsultant do spraw europejskich programów badawczych. Jest również współautorem pracy o historii polskiego plakatu medycznego, nagrodzonej przez ministra zdrowia w 2011. Publikował w czasopismach naukowych: „Kwartalniku Historycznym”, „Czasach nowożytnych”, „Klio”, „Kwartalniku Historii Żydów”, „Przeglądzie Historycznym” i „Roczniku Historii prasy Polskiej”. W roku 2001 na łamach studenckiego pisma w Lublinie opublikował wybór wierszy. Jako największy sukces w karierze pisarza należy uznać tłumaczenie jego najsłynniejszej powieści Czerń i Purpura na język czeski, wydanie jej zapowiedziało największe czeskie wydawnictwo Albatros Media. Po wydaniu czeskim, słowackie wydawnictwo Lindeni będące częścią grupy wydawniczej Albatros, zapowiedziało wydanie słowackie powieści Dutki Czerń i Purpura w kwietniu 2022. Pisarz odwiedził Słowację we wrześniu 2022 na zaproszenie wydawnictwa Lindeni, któremu udzielił obszernego wywiadu w słowackim radiu oraz literacki festiwal w Żilinie. Wydawnictwo Lira poinformowało w styczniu 2023 o sprzedaży praw do powieści Sen o Glajwic największemu czeskiemu wydawcy, grupie Albatros Media. W roku 2023 Wydawnictwo Lira poinformowało o sprzedaży praw do powieści Amerykanka tej samej czeskiej grupie wydawniczej, a powieść ukazała się w roku 2024 w Republice Czeskiej. Wydawnictwo Lira poinformowało o sprzedaży praw do powieści Niemka tej samej czeskiej grupie wydawniczej w kwietniu 2025 roku.

## Twórczość

### Charakterystyka twórczości
Akcja jego powieści toczy się w różnych okresach historycznych, m.in. w starożytności, średniowieczu i podczas II wojny światowej. W swojej twórczości prozatorskiej Dutka łączy postacie i wydarzenia historyczne z fikcją literacką. Od początku kariery pisarskiej współpracował z warszawskim wydawnictwem Albatros Andrzej Kuryłowicz, ale od 2019 roku jego nowe powieści ukazują się w warszawskim Wydawnictwie Lira. Dutka jest pisarzem wykorzystującym warsztat historyka do tworzenia narracji powieściowych, a podstawową kategorią literacką, jaką stosuje, jest suspens, rozumiany jako stan napięcia, oczekiwania na to, jak rozwinie się akcja. Według Marii Olechy- Lisieckiej z redakcji Dziennika Zachodniego twórczość Dutki znajduje się w kręgu niedocenianych autorów polskiego kryminału, choć jego proza sensacyjna, szczególnie powieści z pierwszym czarnoskórym detektywem w polskim kryminale Maxem Kwietniewskim, znajdują się na bardzo wysokim poziomie artystycznym. Z kolei powieść Dutki Czerń i Purpura została zauważona przez badaczkę literatury współczesnej odnoszącej się do Zagłady dr hab. Martę Tomczok z Uniwersytetu Śląskiego w pracy Czyja dzisiaj jest Zagłada? Retoryka-ideologia, popkultura. W ocenie krytyka literackiego Krzysztofa Masłonia powieść Dutki Niemka jest mocną powieścią wojenną osadzoną w realiach II wojny światowej w okupowanej przez Niemców Polsce. 

### Proza
- Krew Faraonów, Wydawnictwo Albatros. A. Kuryłowicz 2005
- Taniec Szarańczy, Wydawnictwo Albatros. A. Kuryłowicz 2007
- Bractwo Mandylionu, Wydawnictwo Albatros. A. Kuryłowicz 2009 (ponowne wydanie rozszerzone i zmienione wydawnictwo Lira, 2020)
- Czerń i Purpura, Wydawnictwo Albatros. A. Kuryłowicz 2013 (ponowne wydanie powieści przez wydawnictwo Albatros w roku 2019)
- Kartagińskie Ostrze, Wydawnictwo Albatros. A. Kuryłowicz s.c. 2015
- Lunatyk, Wydawnictwo Albatros. A. Kuryłowicz 2016
- Czarna Pszczoła, Wydawnictwo Albatros sp. z o.o. 2017
- Kurier z Toledo, Wydawnictwo Lira 2019
- Kurier z Teheranu, Wydawnictwo Lira 2020
- Kurier z Tivoli, Wydawnictwo Lira 2021
- Apokryf, Wydawnictwo Lira 2021
- Sen o Glajwic, Wydawnictwo Lira 2022
- Apostata, Wydawnictwo Lira 2022
- Amerykanka, Wydawnictwo Lira 2023
- Anegdota, Wydawnictwo Lira 2023
- Niemka, Wydawnictwo Lira 2024
- Japonka, Wydawnictwo Lira 2024
- Wojna Polska, Wydawnictwo Lira 2025

### Monografie naukowe
- Zapomniany Stańczyk. Rzecz o Stanisławie Koźmianie (1836–1922), Wydawnictwo Adam Marszałek, Toruń 2015.